# 欧洲圣城音乐会
欧洲圣城音乐会有一段很長的歷史。在1882年5月1日，原比尔瑟管弦乐团的54名团员因不满管理者比尔瑟独裁专断的管理方式，决定另立门户，成立一个自我管理的乐团，并将演出大本营移至柏林，就此，柏林爱乐乐团正式诞生。到了1991年5月1日，为庆祝乐团建团100周年，由当时的总监克劳迪奥·阿巴多率领乐团在捷克布拉格举行了一场音乐会，又因当时恰逢莫扎特逝世200周年，所以演出的作品全部是莫扎特的作品，音乐会大获成功，使其很快便打响了知名度，并得到克莱斯勒国际汽车大厂和欧洲艺术影音公司的大力赞助，从此，它与维也纳新年音乐会一样，转变为柏林爱乐最重要的年度性常态音乐活动，以后每年的5月1日这一天，乐团都会选择欧洲的一座历史文化名城举办音乐会演出，以这种特殊的方式来纪念自己的“生日”。欧洲圣城音乐会由此得名。但与一般传统演出不同的是，它的演出场地不是在传统意义上的音乐厅，而是所在城市内的某座具有历史意义的古迹或古建筑内，（如城堡、皇宫宫殿、艺术馆、教堂、修道院或具有千百年历史积淀的古典风格的剧院、剧场等，1998年甚至在沉船遗迹上演出过）使它与传统的音乐会相比较显得气氛庄重，充满着历史沧桑感，也处处体现着欧洲的人文精神。它追求的特质就是：“凝固建筑与流动音乐的完美融合，当代文化与古典历史的倾情对话”。的确，在名胜古迹里演出带给人的震撼与在普通音乐厅中演出的效果无法比拟的。它所选的作品也是独树一帜、具有高度权威性的，每个作品都像一座高峰。该音乐会的举办，提高了听众对名胜古迹和文化遗产的保护意识，也使欧洲文化的传播和交流大大加速。

## 历届音乐会情况
- 1991:捷克布拉格斯美塔那大厅(克劳迪奥·阿巴多指挥)
- 1992:西班牙马德里埃斯科瑞亚城堡(丹尼尔·巴伦博伊姆指挥)
- 1993:英国伦敦阿尔伯特皇宫大厅(伯纳德·海廷克指挥)
- 1994:德国麦宁根市霍夫剧院(克劳迪奥·阿巴多指挥)
- 1995:意大利佛罗伦萨维奇奥宫(祖宾·梅塔指挥)
- 1996:俄罗斯圣彼得堡马琳斯基剧院(克劳迪奥·阿巴多指挥)
- 1997:法国巴黎凡尔赛皇家歌剧院(丹尼尔·巴伦博伊姆指挥)
- 1998:瑞典斯德哥尔摩瓦萨号沉船遗迹博物馆(克劳迪奥·阿巴多指挥)
- 1999:波兰克拉科夫圣玛丽大教堂(伯纳德·海廷克指挥)
- 2000:柏林爱乐大厅（两德统一及音乐会创办十周年纪念）(克劳迪奥·阿巴多指挥)
- 2001:土耳其伊斯坦布尔圣伊兰大教堂(马里斯·扬颂斯指挥)
- 2002:意大利巴勒莫马西摩剧院(克劳迪奥·阿巴多指挥，告别离任演出)
- 2003:葡萄牙杰诺米洛斯修道院(皮埃尔·布莱兹指挥)
- 2004:希腊雅典西罗德-阿提克斯圆形露天剧场(西蒙·拉特尔指挥)
- 2005:匈牙利布达佩斯国家歌剧院(西蒙·拉特尔指挥)
- 2006:捷克布拉格城邦剧院（莫扎特诞辰250周年纪念专场）(丹尼尔·巴伦博伊姆指挥兼钢琴演奏)
- 2007:德国柏林奥伯斯普瑞电缆厂(西蒙·拉特尔指挥)
- 2008:俄罗斯莫斯科柴可夫斯基音乐学院音乐厅(西蒙·拉特尔指挥)
- 2009:意大利那不勒斯圣卡罗歌剧院(里卡尔多·穆蒂指挥)
- 2010:英国牛津大学谢尔多尼亚剧院(丹尼尔·巴伦博伊姆指挥)
- 2011:西班牙马德里皇家剧院      （西蒙·拉特尔指挥）
- 2012:奥地利维也纳西班牙骑术学校（古斯塔沃·杜达梅尔指挥）
- 2013:捷克布拉格布拉格堡西班牙大厅（西蒙·拉特尔指挥）
- 2014:柏林爱乐大厅(丹尼尔·巴伦博伊姆指挥）
- 2015:希腊雅典迈加隆音乐厅(西蒙·拉特尔指挥）
- 2016:挪威勒罗斯巴洛克式教堂(西蒙·拉特尔指挥）
- 2017:塞浦路斯帕福斯拜占庭城堡(马里斯·扬松斯指挥）
- 2018:德国拜罗伊特侯爵歌剧院(帕沃·雅尔维指挥）
- 2019:法国巴黎奥赛博物馆(丹尼尔·哈丁指挥）

## 历届欧洲圣城音乐会演奏过的曲目
1991年捷克布拉格斯美塔那音乐厅，克劳迪奥·阿巴多指挥
曲目：沃尔夫冈·阿马迪乌斯·莫扎特
1. —歌剧《唐·璜》的序曲及咏叹调（女高音演唱：谢莉尔·斯图德）
2. —《A大调第29交响曲》K201
3. —《D大调第35交响曲“哈夫纳”》K385

1992年西班牙马德里埃斯科瑞亚城堡，丹尼尔·巴伦博伊姆指挥
曲目：
1. —理查德·瓦格纳 歌剧《纽伦堡的名歌手》前奏曲
2. —[法]埃克托·柏辽兹—《拉科齐进行曲》（第二首）
3. 朱塞佩·威尔第—《我失去了他》（选自歌剧《唐·卡洛斯》多明戈演唱）
4. 弗朗茨·舒伯特—《第八交响曲“未完成”》
5. 朱塞佩·威尔第 歌剧《命运的力量》序曲

1993年英国伦敦阿尔伯特皇宫厅，伯纳德·海廷克指挥（1929年3月4日生于荷兰阿姆斯特丹）
曲目：
1. —彼德·耶里奇·柴科夫斯基—《罗密欧与朱丽叶》幻想序曲
2. —沃尔夫冈·阿玛迪乌斯·莫扎特—《第三小提琴协奏曲》（小提琴：[德]弗兰克·彼克·齐默尔曼）
3. —伊戈尔·斯特拉文斯基—芭蕾舞剧《春之祭》组曲
4. —彼得·耶利奇·柴科夫斯基—《花之圆舞曲》（选自芭蕾舞剧《胡桃夹子》）

1994年德国千年历史小城—迈宁根市霍夫剧院，克劳迪奥·阿巴多指挥
曲目：
1. —路德维希·凡·贝多芬— 《第五钢琴协奏曲“皇帝”》OP73 （钢琴演奏：丹尼尔·巴伦博伊姆）
2. —约翰内斯·勃拉姆斯—《第二交响曲》OP73

1995年意大利佛罗伦萨维齐奥宫，贝齐·祖宾·梅塔指挥（1936年4月29日生于印度孟买）
曲目：
1. 路德维希·凡·贝多芬—歌剧《费德里奥》序曲
2. [德]博里斯·布拉默尔《帕格尼尼主题变奏曲》
3. 尼科洛·帕格尼尼—《第一小提琴协奏曲》（小提琴：[韩]沙拉·张）
4. 伊戈尔·斯特拉文斯基—芭蕾舞剧配乐《彼得鲁什卡》组曲
5. 安东尼·德沃夏克—第八号斯拉夫舞曲

1996年俄罗斯圣彼得堡马琳斯基剧院，克劳迪奥·阿巴多指挥
曲目：
1. 普罗柯菲耶夫—《罗密欧与朱丽叶》组曲
2. 谢尔盖·拉赫玛尼诺夫—《大家都睡着了》（选自歌剧《阿列科》）
3. 路德维希·凡·贝多芬—《G大调浪漫曲》（提琴：[德]科尔加·布拉舍尔）
4. 路德维希·凡·贝多芬—《F大调浪漫曲》
5. 路德维希·凡·贝多芬—《第七交响曲》
6. 彼得·耶利奇·柴科夫斯基—《花之圆舞曲》（选自芭蕾舞剧《胡桃夹子》）

1997年法国巴黎凡尔赛皇家歌剧院，丹尼尔·巴伦博伊姆指挥兼钢琴演奏
曲目：
1. 莫里斯·拉威尔—《库普兰之墓》
2. 沃尔夫冈·阿玛迪乌斯·莫扎特—《第十三钢琴协奏曲》
3. 路德维希·凡·贝多芬—《第三交响曲“英雄”》

1998年瑞典斯德哥尔摩“瓦萨号”战舰遗迹博物馆，克劳迪奥·阿巴多指挥
曲目：
1. 理查德·瓦格纳—歌剧《漂泊的荷兰人》序曲
2. 彼得·耶利奇·柴科夫斯基—交响幻想曲《暴风雨》
3. 克劳德·德彪西—《印象派风格夜曲三首》：（1）《云》；（2）《节日》；（3）《海妖》
4. 朱塞佩·威尔第-4首宗教歌曲

1999年波兰克拉科夫圣玛丽大教堂
伯纳德·海廷克指挥：
曲目：
1. 沃尔夫冈·阿玛迪乌斯·莫扎特—《咏叹调-雀跃啊 K165》、《Et incarnatus est（信经）选自C小调弥撒 K427》（女高音 Christine Schafer [德国]）
2. 弗雷德里克·肖邦—《第二钢琴协奏曲》（钢琴演奏：伊曼纽·艾克斯[波兰]）
3. 罗伯特·舒曼—《第一交响曲“春天”》

2000年音乐会十年庆典柏林爱乐大厅
克劳迪奥·阿巴多指挥：
曲目：
1. 路德维希·凡·贝多芬—《第二钢琴协奏曲》（钢琴：[德]米哈伊尔·普列特涅夫）
2. 路德维希·凡·贝多芬—《第九交响曲“合唱”》（合唱：瑞典广播交响合唱团）

2001年土耳其伊斯坦布尔圣伊兰大教堂
马里斯·扬颂斯指挥：（1943年1月14日生于拉脱维亚首都里加）
曲目：
1. 约瑟夫·海顿—《第94交响曲“惊愕”》
2. 沃尔夫冈·阿玛迪乌斯·莫扎特—《第二长笛协奏曲》（长笛：[瑞士]以利亚·帕胡德）
3. 埃克托·柏辽兹—《幻想交响曲》

2002年意大利西西里岛首府巴勒莫市马西摩剧院（阿巴多告别演出）克劳迪奥·阿巴多指挥
曲目：
1. 路德维希·凡·贝多芬—《埃格蒙特》序曲
2. 约翰内斯·勃拉姆斯—《D大调小提琴协奏曲》（小提琴：[美]吉尔·沙汉姆）
3. 安东尼·德沃夏克—《第九交响曲“自新世界”》
4. 朱塞佩·威尔第—歌剧《西西里的晚祷》序曲

2003年葡萄牙里斯本界糯米洛斯修道院，[法]彼埃尔·布列兹指挥（1925年3月25日生，也是当代著名作曲家之一）
曲目：
1. 莫里斯·拉威尔—《库普兰之墓》
2. 沃尔夫冈·阿玛迪乌斯·莫扎特—《第二十钢琴协奏曲》K466（钢琴：[葡]玛丽亚·皮尔斯）
3. 贝拉·巴托克—《乐队协奏曲》
4. 克劳德·德彪西—节日（选自《印象派风格夜曲三首》之二）

2004年希腊雅典西罗德—阿提克斯圆形露天剧场，[英]西蒙·拉特尔指挥：（1955年1月19日生于英国利物浦）
曲目：约翰内斯·勃拉姆斯：
1. —《d小调第一钢琴协奏曲》OP15
2. —《g小调第一钢琴四重奏》OP25（乐队改编版：[奥地利]阿诺尔德·勋伯格）钢琴演奏：丹尼尔·巴伦博伊姆

2005年匈牙利布达佩斯国家歌剧院，西蒙·拉特尔指挥
曲目：
1. 埃克托·柏辽兹—《海盗》序曲OP21
2. 贝拉·巴托克—《第二小提琴协奏曲》（小提琴：[希腊]里奥尼达斯·卡瓦寇斯：
3. 伊戈尔·斯特拉文斯基—芭蕾舞剧配乐《火鸟》组曲

2006年捷克布拉格城邦剧院（纪念莫扎特诞辰250周年专场演出），丹尼尔·巴伦博伊姆指挥兼钢琴演奏
曲目：沃尔夫冈·阿马迪乌斯·莫扎特
1. —《D大调第35交响曲“哈夫纳”》K385
2. —《第36交响曲“林茨”》
3. —《第一圆号协奏曲》（圆号演奏：[捷克]瑞德克·巴布拉克）
4. —《第二十二钢琴协奏曲》

2007年5月1日柏林奥伯斯普瑞电缆厂，（纪念乐团建团125周年），西蒙·拉特指挥
曲目：
1. 理查德·瓦格纳—歌剧《帕西法尔》前奏曲
2. 约翰内斯·勃拉姆斯—《大提琴、小提琴与乐队协奏曲》
3. 约翰内斯·勃拉姆斯—《e小调第四交响曲》

2008年5月1日俄罗斯莫斯科柴可夫斯基音乐学院，西蒙·拉特指挥
曲目：
1. 伊戈尔·斯特拉文斯基—《三乐章交响曲》
2. 马科斯·布鲁赫—《第一小提琴协奏曲》（提琴：【俄】瓦吉姆·列宾）
3. 路德维希·凡·贝多芬—《第七交响曲》

2009年5月1日，意大利那不勒斯圣卡罗歌剧院 指挥家里卡尔多·穆蒂首次指挥欧洲圣城音乐会
曲目：
1. 朱塞佩·威尔第—歌剧《命运的力量》序曲
2. 朱塞佩·玛尔图契-《为女高音和乐队写的回忆之歌》
3. 弗朗茨·舒伯特—C大调《第9交响曲“伟大”》

2010年5月1日，英国牛津大学谢尔多尼亚剧院，丹尼尔·巴伦博伊姆指挥
曲目：
1. 理查德·瓦格纳-《纽伦堡的名歌手》第三幕前奏曲
2. 爱德华·埃尔加-《e小调大提琴协奏曲》（大提琴：艾莉萨·维勒尔斯坦）
3. 约翰内斯·勃拉姆斯-《c小调第一交响曲》

2011年5月1日，西班牙马德里皇家剧院，西蒙·拉特指挥
曲目：
1. 伊曼纽尔·夏布里埃—《西班牙狂想曲》
2. 胡瓦奎因·罗德里格斯—《阿兰胡艾斯吉他与乐队协奏曲》（吉他：Cañizares ）
3. 谢尔盖·拉赫玛尼诺夫—《e小调第二交响曲》（俄罗斯抒情交响曲）

2012年5月1日，奥地利维也纳西班牙骑术学校，古斯塔沃·杜达梅尔指挥
1. 约瑟夫·海顿—《C大调大提琴协奏曲》（大提琴演奏：【法】戈蒂埃·卡普松）
2. 约翰内斯·勃拉姆斯-《海顿主题变奏曲》
3. 路德维希·凡·贝多芬—《c小调第五交响曲“命运”》

2013年5月1日，捷克布拉格布拉格堡西班牙大厅，西蒙·拉特尔指挥
曲目：
1. 拉尔夫·沃恩·威廉斯—《托马斯·塔里斯主题幻想曲》
2. 安东·德沃夏克-《圣经歌曲》
3. 路德维希·凡·贝多芬-《F大调第六交响曲“田园”》

2014年5月1日，柏林爱乐大厅，丹尼尔·巴伦博伊姆指挥
曲目：
1. 奥托·尼古莱—《愉快的温莎妇人序曲》
2. 爱德华·埃尔加—《c小调法斯塔夫交响练习曲》
3. 彼得·伊里奇·柴可夫斯基—《e小调第五交响曲》

2015年5月1日，希腊雅典迈加隆音乐厅，西蒙·拉特尔指挥
曲目：
1. 乔基诺·罗西尼 —《赛密拉米德》序曲
2. 让·西贝柳斯—《d小调小提琴协奏曲》op. 47 （小提琴演奏：【希腊】列奥尼达·卡瓦克斯）
3. 约翰·塞巴斯蒂安·巴赫—《广板》选自《C大调第三奏鸣曲》，BWV1005
4. 罗伯特·舒曼 — 降E大调第三交响曲《莱茵》

2016年5月1日，挪威勒罗斯巴洛克式教堂，西蒙·拉特尔指挥
曲目：
1. 爱德华·格里格 —《抒情小品》op. 68：第四首《晚山》（乐队版）
2. 菲利克斯·门德尔松—《e小调小提琴协奏曲》op. 64 （小提琴演奏：【挪】薇尔德·弗朗）
3. 路德维希·凡·贝多芬 —《降E大调第三交响曲》“英雄”

2017年5月1日，塞浦路斯帕福斯拜占庭城堡，马里斯·杨松斯指挥
曲目：
1. 卡尔·玛利亚·冯·韦伯 —《奥伯龙》序曲
2. 卡尔·玛利亚·冯·韦伯 —《f小调第一单簧管协奏曲》op. 73 （单簧管演奏：【奥地利】安德烈斯·奥滕萨摩）
3. 斯蒂芬·孔克兹  —《匈牙利幻想曲》（卡尔·玛利亚·冯·韦伯主题）
4. 安东宁·德沃夏克 —《G大调第八交响曲》op. 88

2018年5月1日，德国拜罗伊特侯爵歌剧院，帕沃·雅尔维指挥
曲目：
1. 路德维希·凡·贝多芬  —《利奥诺拉》C大调第三序曲 op. 72
2. 理查德·瓦格纳  —《魏森冬克之歌》（由菲利克斯·莫特尔和瓦格纳配器）(女高音：艾娃-玛利亚·维斯特布洛克)
3. 路德维希·凡·贝多芬 —《降B大调第四交响曲》 op. 60

## 外部連結
- 柏林爱乐官方网站欧洲圣城音乐会专题页面
- 柏林爱乐官网公布的2010年欧洲圣城音乐会的专题页面[]

http://www.berliner-philharmoniker.de/en/concerts/kalender/programme-details/konzert/8043/termin/2011-05-01-11-00/（柏林爱乐官网公布的2011年欧洲圣城音乐会的演出安排的页面）%5B%5D
http://www.berliner-philharmoniker.de/en/concerts/kalender/view/browser/datum/2012-05/（柏林爱乐官网2012年5月份演出日程表页面，其中5月1日是欧洲圣城音乐会）%5B%5D
http://www.berliner-philharmoniker.de/en/concerts/kalender/programme-details/konzert/8613/termin/2012-05-01-11-00/（柏林爱乐官网2012年5月1日欧洲圣城音乐会演出安排的页内链接）%5B%5D